# Petronella van Woensel
Petronella van Woensel (Raalte, 14 de maig de 1785 – La Haia, 12 de novembre de 1839) fou una pintora neerlandesa.
Va ser alumna dels pintors de bodegons de flors Georgius Jacobus Johannes van Os i Jan van Os. És coneguda per les seves obres de flors i des de 1822 va ser membre d'honor de la Koninklijke Academie voor Beeldende Kunsten. Va morir en braços de la seva millor amiga i col·lega, Maria Margaretha van Os.